# Eduardo García Máynez
Eduardo García Máynez y Espinosa de los Monteros (Ciudad de México, 11 de enero de 1908-ibídem, 2 de septiembre de 1993), conocido como Eduardo García Máynez, fue un académico, jurista y filósofo del Derecho mexicano. Miembro del Colegio Nacional, director general del Instituto Tecnológico Autónomo de México, profesor emérito de la UNAM, secretario general e investigador emérito del Instituto de Investigaciones Filosóficas y autor de varias obras importantes de Derecho.[cita requerida]

## Estudios
Estudió Derecho en la Escuela Nacional de Jurisprudencia y Filosofía en la Facultad de Filosofía y Letras de la Universidad Nacional Autónoma de México (UNAM). En 1932 y 1933, siguió varios cursos de materias jurídicas y filosóficas en las universidades de Berlín y Viena.

## Obra como jurista y filósofo
Fue profesor en la Escuela Nacional Preparatoria y en diversas facultades de la UNAM, director de la Facultad de Filosofía y Letras de 1940 a 1942, secretario general e investigador emérito del Instituto de Investigaciones Filosóficas, así como también director del Instituto Tecnológico de México (ahora Instituto Tecnológico Autónomo de México, ITAM) de 1946 a 1952, y de la revista Filosofía y Letras.[cita requerida]
Obtuvo una beca de la Fundación Guggenheim y fue catedrático honorario fundador de la Facultad de Humanidades de la Universidad de San Carlos de Guatemala y de la Facultad de Derecho de la Universidad Nacional Mayor de San Marcos de Lima. Además, impartió conferencias y cursos en las principales universidades del país y en las de San Carlos de Guatemala, Autónoma de El Salvador, en la Universidad de La Habana, en la Universidad de Costa Rica y en la Universidad de Montevideo.

## Doctrina

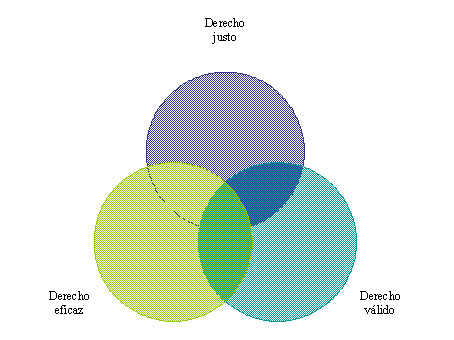
Eduardo García Máynez concebía al derecho ideal como la intersección entre el derecho intrínsecamente justo, el formalmente válido y el positivo (que se aplica). Dada la polisemia de la noción de "positividad", que depende de la doctrina filosófica que se adopte, se puede adaptar el diagrama para aludir a las dimensiones de justicia, validez y eficacia en el Derecho.

Sus investigaciones versaban sobre el problema de la Ética y la Filosofía del Derecho, con una notable influencia de la tradición germánica. Estuvo empeñado en proponer una axiología jurídica objetiva que tuviera por fundamento la idea de la libertad humana. Aplicando las propuestas de la moderna axiomática, García Máynez estudió la posibilidad de elaborar una lógica del deber jurídico, que influyó de forma notable en América Latina. En su axiomática trabajó la aplicación al ámbito jurídico de los principios lógicos de identidad, contradicción, tercio excluido y razón suficiente.
En su obra propone una definición del derecho, con apoyo de una teoría fenomenológica de los valores, un orden del cual un elemento esencial es la relación de la conducta real de los que se rigen por las normas y las normas mismas; sus investigaciones se encuentran en las disciplinas de filosofía del derecho, ética y axiología, respecto de lo cual, alguna vez expresó:

"He acudido a la Filosofía para entender mejor el Derecho, y he querido ser jurista para convertir en asunto de meditación filosófica una realidad que hunde sus raíces en las necesidades y afanes de la vida práctica."

Uno de los aspectos más conocidos del trabajo teórico de García Máynez es el análisis de las tres grandes corrientes doctrinales sobre el concepto de derecho -el Positivismo jurídico, el Realismo sociológico y el Iusnaturalismo- a partir de la teoría de los tres círculos
Eduardo García Máynez es también uno de los precursores a nivel mundial de la Lógica deóntica aplicada al derecho y traductor de la Teoría general del derecho y del Estado, de Hans Kelsen, al español.

## Obras
- El problema filosófico-jurídico de la validez del derecho (1935)
- El derecho natural en la época de Sócrates (1939)
- Introducción al estudio del Derecho (1940)
- Libertad como derecho y como poder (1941)
- Caso (1943)
- Ética (1944)
- Antonio Caso. Breve antología (1945)
- Definición del Derecho (1948)
- Una discusión sobre el concepto jurídico de libertad (1949)
- Diálogo sobre las fuentes formales del derecho (1949)
- Teoría general del Derecho y del Estado. Hans Kelsen. Traducción (1949)
- Introducción a la lógica jurídica (1951)
- Los principios de la ontología formal del derecho y su expresión simbólica (1953)
- Lógica del juicio jurídico (1955)
- Lógica del raciocinio jurídico (1964)
- Doctrina aristotélica de la justicia (1973)
- Filosofía del Derecho (1974)
- Diálogos jurídicos (1978)

## Reconocimientos y condecoraciones
- Miembro de El Colegio Nacional, ingresó el 4 de noviembre de 1957.[2]
- Premio Nacional de Ciencias y Artes (Filosofía) (1976).[3]
- Medalla Belisario Domínguez del Senado de la República (1987).
- Premio UNAM (1987).